# 诺日朗瀑布

诺日朗瀑布航拍（2023年）

诺日朗瀑布位于中国四川省的九寨沟，海拔2365米，瀑宽270米，落差20米，是大型石灰华钙华瀑布之一，是九寨沟众多瀑布中最宽阔的一个，也是中国最宽的瀑布。“诺日朗”三个字为藏语的译音，翻译过来是男神的意思，象征高大雄伟。
2017年8月，诺日朗瀑布因九寨沟地震发生垮塌，原来的水流变成了泥浆。
截至2019年8月，诺日朗瀑布恢复情况良好。